# Saint-Julien-du-Terroux
 Saint-Julien-du-Terroux  es una población y comuna francesa, en la región de Países del Loira, departamento de Mayenne, en el distrito de Mayenne y cantón de Lassay-les-Châteaux.

## Demografía
| 314 | 319 | 268 | 276 | 245 | 232 | 257 | 275 | 238 | 235 |
| Para los censos de 1962 a 1999 la población legal corresponde a la población sin duplicidades (Fuente: INSEE [Consultar]) |     |     |     |     |     |     |     |     |     |